# Reygan (Verwaltungsbezirk)
Reygan oder Rigan (persisch شهرستان ریگان) ist ein Schahrestan in der Provinz Kerman im Iran. Er enthält die Stadt Mohammadabad, welche die Hauptstadt des Verwaltungsbezirks ist. 

## Demografie
Bei der Volkszählung 2016 betrug die Einwohnerzahl des Schahrestan 88.410. Die Alphabetisierung lag bei 78 Prozent der Bevölkerung. Knapp 32 Prozent der Bevölkerung lebten in urbanen Regionen.
| Zensusjahr | Einwohnerzahl |
| ---------- | ------------- |
| 2011       | 66.335        |
| 2016       | 88.410        |